# スプリンクラー

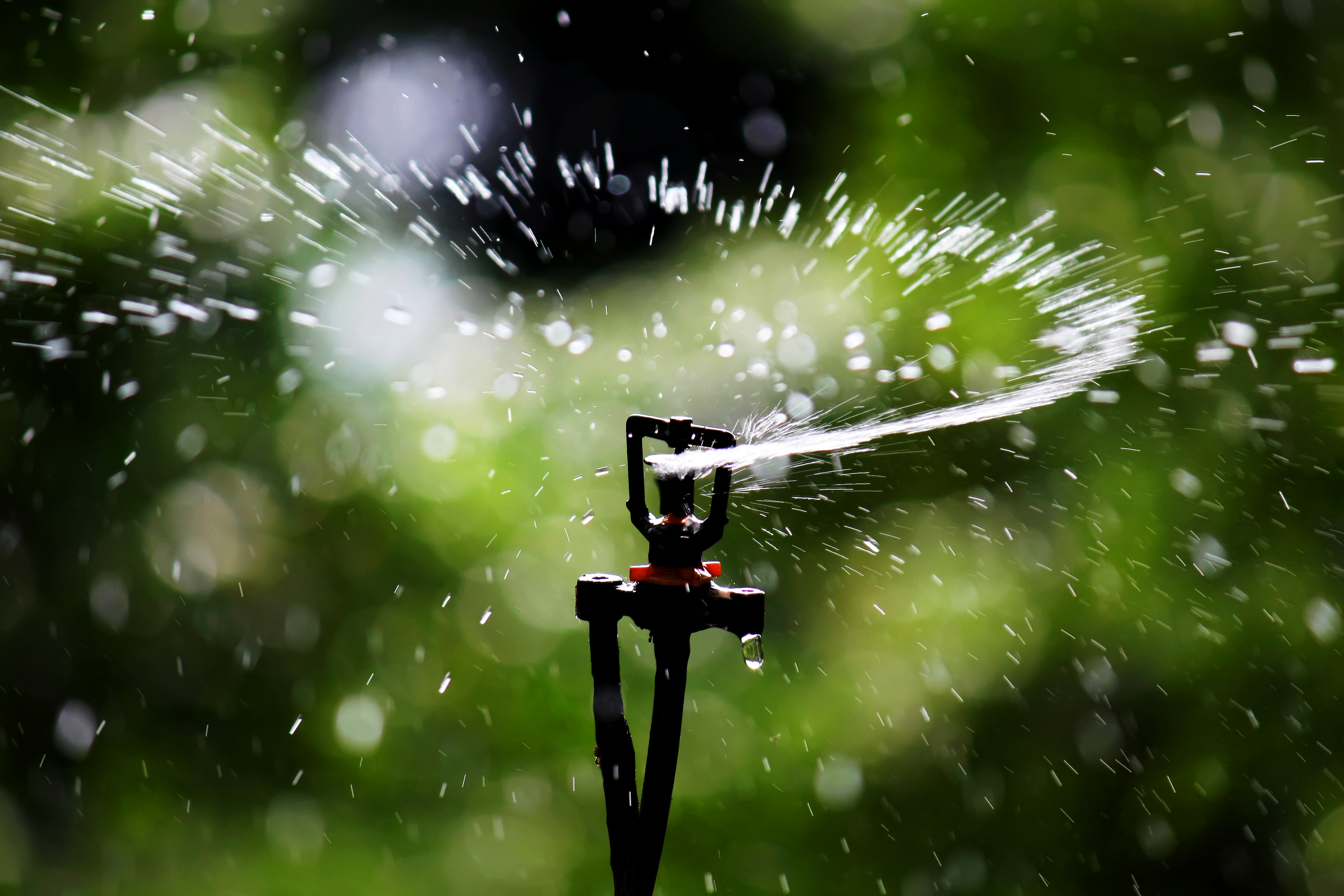
灌漑用のマイクロスプリンクラー

スプリンクラー (sprinkler) は、水に高圧をかけ飛沫にしてノズルから散布する装置。ただし、固定設備やそれに準ずる大きさのものに限ってこう呼ぶ。散水機（さんすいき）。
灌漑・防塵・冷却・清掃・消雪などに使われる。なお消防設備のスプリンクラーについては一般的に自動的に作動する等特殊なためスプリンクラー設備において別に論じる。

## 灌漑

センターピボット方式のスプリンクラー

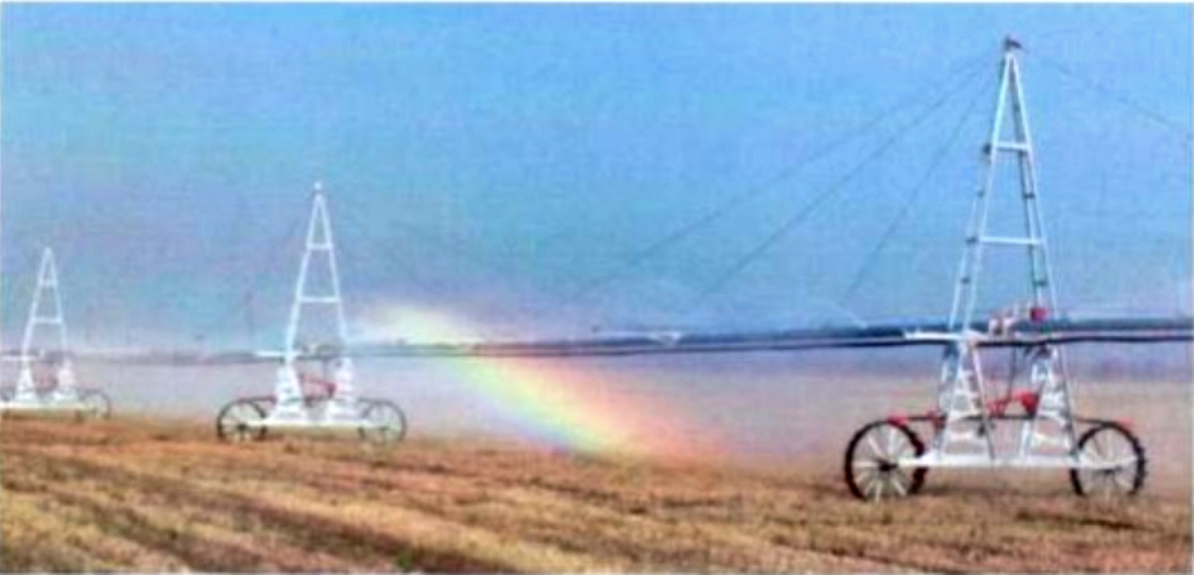
アメリカ製の自走式スプリンクラーをロシアなどでライセンス生産したフリガット

スプリンクラーは、灌漑目的でも使われる。畑・牧場といった農地のほか、住宅の庭やゴルフ場の芝生にもよく使われる。多くは地面に設置される。水道管を地面のすぐ上に這わせるか、ノズル部分を除いて埋込式にすることが多い。水は、斜め上の1方向ないし数方向に、間歇的に散水され、ノズルを回転（ものによっては仰角も変化）させることで全周囲に散水する。水圧は高くて2気圧程度である。タイマーなどに従い自動的に散水を始めるものが多いが、簡易なものでは手動のこともある。
センターピボット方式のスプリンクラーは1本の散水管に多くのノズルが取り付けられた大型のスプリンクラーで、片方を固定端とし自動で回転し、広大な円形の範囲を灌漑する。
自走式スプリンクラー（別名:ロールカー）と呼ばれる自動で移動しながら散水する装置もある。
日本では1953年（’昭和28年）に遠山正瑛らによって鳥取砂丘で初めて導入されたとされている。

## 運動場
屋外運動場の防塵や夏の冷却に使われる。
近年、粉塵が周辺住環境へ与える悪影響（健康被害や、洗濯物が汚れるなど）が問題視されることが多くなり、設置が増えている。小さな施設や、古い施設に後付で設置された場合は、移動可能でホースから給水するなど、簡易なものもある。

## 屋根散水
スプリンクラーで屋根などに散水することで、気化熱により建物内を冷房する。雨樋の水（雨水や、蒸発せず流れ落ちた散水）を利用し、水の使用量を軽減するシステムもある。

## 解体工事
コンクリート建造物などの解体工事や、工場では、スプリンクラーにより粉塵の発生を防ぐ。

## 漁業
漁業に使われるスプリンクラーは、漁船から海面に散水することで小魚の群れを演出し、それを捕食しようとする漁獲対象魚を呼び寄せる。カツオの一本釣り漁が代表例。非常に安価なまき餌と言える。

## 散水車
スプリンクラーを備えた自動車や鉄道車両が、清掃、未舗装道路の防塵などに使われる。英語では車両そのものをスプリンクラーということもある。

## 消雪
地下水をくみ上げて雪の上に散水し、溶かす。積雪地の道路や鉄道線路の脇に設置されていることがある。